# Dina bint 'Abdu'l-Hamid
Dina bint 'Abdu'l-Hamid, född 15 december 1929 i Kairo, Egypten, död 21 augusti 2019 i Amman, Jordanien, var jordansk drottning 1955–57 och gift med kung Hussein av Jordanien.
Dina var dotter till Abdu'l-Hamid bin Muhammad 'Abdu'l-Aziz och Fakhria Brav. Hon hade titeln sharifa av Mecka i egenskap av ättling till Hasan ibn Ali, och var brylling till sin blivande svärfar kung Talal av Jordanien. Hon tog examen i konst vid Cambridge och undervisade en tid som lärare i engelska språket vid Kairos universitet. Dina hade träffat Hussein för första gången under deras tid som studenter i London, och de förlovades på önskan av Husseins mor med stöd av Gamal Abdel Nasser. Vigseln skedde 18 april 1955. Paret fick ett barn, dottern Alia. Hussein förklarade efter äktenskapet att Dina inte skulle få spela någon som helst politisk roll. 
Paret hade inte mycket gemensamt. Hussein ska ha försökt kontrollera Dina, som var en stark personlighet, och hans mor ska ha känt sig hotad i sin status vid hovet av henne. Dina var på semester i Egypten 24 juni 1957 då Hussein meddelade henne att han hade tagit ut skilsmässa. Skilsmässan skedde under en tid av spänning mellan Jordanien och Egypten. Dina fick titeln prinsessa av Jordanien och tilläts en tid inte träffa sin dotter. 
1970 gifte sig Dina med gerillalöjtnanten Asad Sulayman Abd al-Qadir, en medlem av PLO. När han tillfångatogs 1982, utväxlade hon honom och ytterligare 8000 fångar mot en av de största lösensummor som utbetalats i historien.